# بارک (آلمان)
بارک (به آلمانی: Bark) یک شهر در آلمان است که در زگه‌برگ واقع شده‌است. بارک ۹۸۹ نفر جمعیت دارد.